# Virum
Virum je gradić u Danskoj. Nalazi se sjeverno od Kongens Lyngbya na otoku Sjællandu u glavnogradskoj regiji. Smješten je sjeverno od Sorgenfrija, blizu Geelshavena.
Dijelom je sjevernog kopenhagenskog predgrađa. Obuhvaća uglavnom stambena područja. taj gradić ima i vlastitu željezniču postaju.
U Virumu se nalaze i jezera, šume i rekreacijska područja.

## Šport
- nogometni klub Virum-Sorgenfri
- rukometni klub Virum-Sorgenfri

## Obrazovanje
- gimnazija Virum Gymnasium.